# Мирное сосуществование
Мирное сосуществование — тип отношений между государствами с различным общественным строем, который предполагает: отказ от войны как средства решения спорных вопросов между государствами, разрешение спорных вопросов путём переговоров, а также соблюдение других принципов в отношениях между государствами, закреплённых в международно-правовых документах.
В рамках прокоммунистической парадигмы мирное сосуществование интерпретировалось как форма продолжения классовой борьбы.

## Зарождение
Концепция мирного сосуществования как теория, как принцип в отношениях между государствами с различными политическими и социально-экономическими системами была разработана и получила практическое воплощение в Советском Союзе. Впервые выражение стало употребляться руководителями советского государства в 1920-е годы, в условиях господства идеи «мировой пролетарской революции» оно отождествлялось с понятием «мирная передышка».
Представлявший Советскую Россию на Генуэзской конференции Георгий Васильевич Чичерин по поручению Ленина выдвинул 10 апреля 1922 года принцип мирного сосуществования и экономического сотрудничества государств с различным общественным строем. Таким образом, принцип мирного сосуществования был официально провозглашён с трибуны широкой послевоенной международной конференции, в которой участвовали ведущие страны мира.
Различные авторы, в основном представляющие официальную советскую идеологию, в своих работах утверждали, что принцип мирного сосуществования был впервые сформулирован В. И. Лениным. Хотя в работах Ленина, его выступлениях сам термин «мирное сосуществование» не встречается, существует множество его высказываний, подтверждающих возможность и необходимость мирного сосуществования двух мировых систем. Например, в форме «мирное сожительство» выражение употребил В. И. Ленин в своём «Ответе на вопросы берлинского корреспондента американского информационного агентства „Universal Service“ Карла Виганда» в 1920 году.
В конце 1920-х годов и в 1930-е годы идея мирного сосуществования получила своё воплощение в заключении целого ряда договоров о ненападении:
- Советско-французский пакт о ненападении, 1932;
- Договор о ненападении между Польшей и Советским Союзом, 1932;
- Договор о ненападении и о мирном урегулировании конфликтов между Финляндией и Советским Союзом, 1932;
- Договор о ненападении между Германией и Польшей, 1934;
- Договор о ненападении между Германией и Эстонией, 1939;
- Договор о ненападении между Германией и Латвией, 1939;
- Договор о ненападении между Германией и Советским Союзом, 1939;
- Пакт о нейтралитете между СССР и Японией (1941).

## Развитие в годы холодной войны
Актуальность формирования условий совместного существования, сожительства двух различных мировых систем на основе принципа мирного сосуществования со всей очевидностью проявилась в период холодной войны. Став сверхдержавой, СССР оказывал влияние на формирование политических процессов в мире, и в этих условиях уже не мог оставаться на сугубо изоляционистких позициях. Хотя бы внешне необходимо было демонстрировать проявление терпимости, уважения к другим силам на мировой арене, с которыми приходилось взаимодействовать. Поэтому переход к политике мирного сосуществования представлялся объективным и прагматическим.
Уже в 1952 году в интервью руководителям ведущих американских изданий накануне Международного экономического совещания, состоявшегося в Москве 3—12 апреля 1952 года И. Сталин сказал: «Мирное сосуществование капитализма и коммунизма вполне возможно при наличии обоюдного желания сотрудничать, при готовности исполнять взятые на себя обязательства, при соблюдении принципа равенства и невмешательства во внутренние дела других государств».

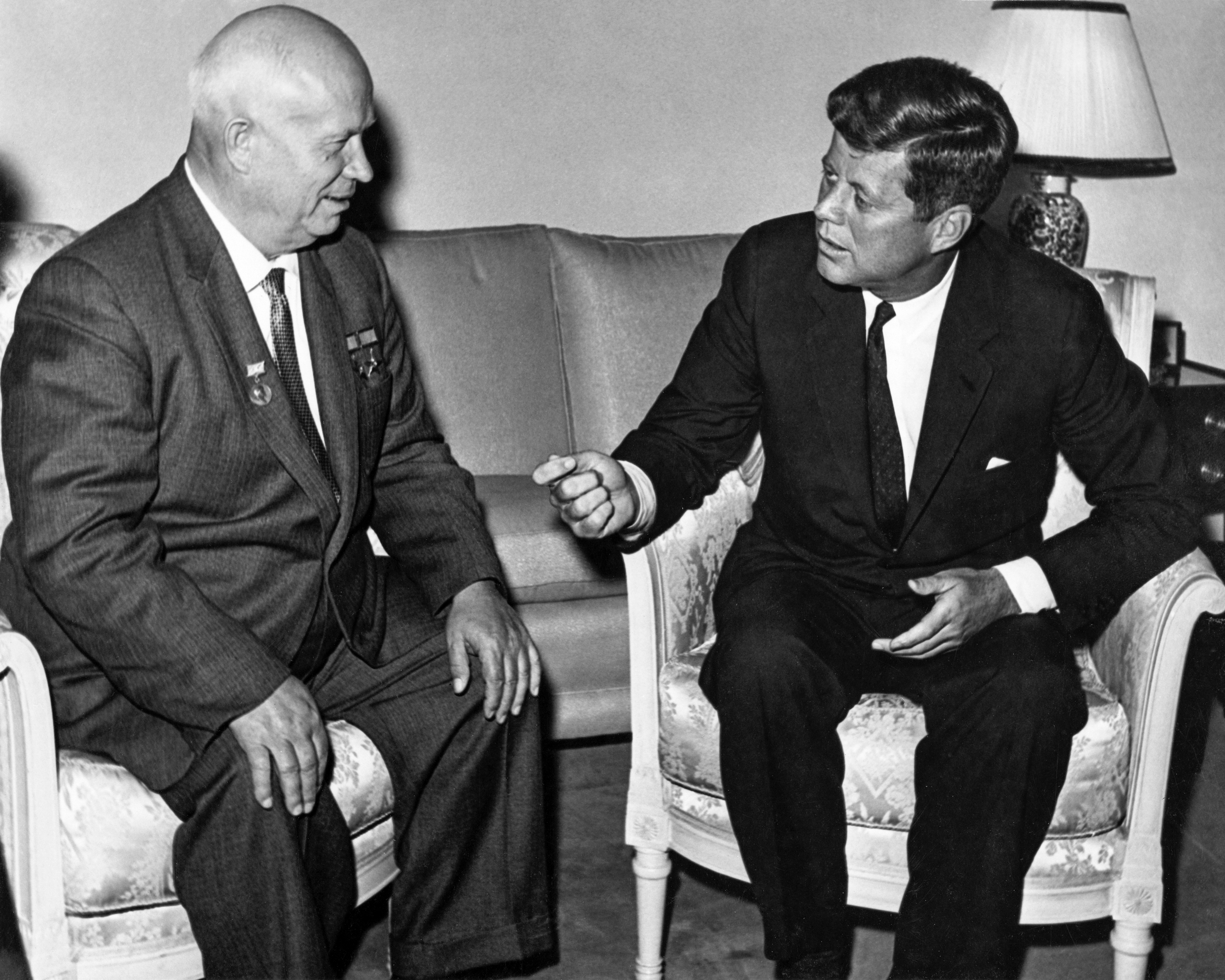
Встреча Н. С. Хрущёва с Джоном Кеннеди в 1961 году в Вене.

С приходом к власти в СССР Н. С. Хрущёва политика мирного сосуществования получила своё дальнейшее не только теоретическое, но и практическое развитие. Подтверждением этого являются различные события, произошедшие в мире в эти годы.
Не случайно в западной историографии распространена точка зрения на то, что политика мирного сосуществования возникла именно при Хрущёве, хотя правильнее будет сказать, что на долю Хрущёва выпала необходимость, продиктованная соотношением сил в мире, прагматическим подходом, основанным на учёте расстановки мировых сил, проводить политику мирного сосуществования, основы которой были заложены ранее.
Принцип мирного сосуществования был положен в основу внешней политики Советского Союза в ответ на многие различные ситуации и угрозы, проявившиеся в течение 1950-х годов и в последующие годы в условиях холодной войны.
Концепция мирного сосуществования была закреплена в многочисленных документах КПСС:
- Решения XX съезда КПСС[16];
- Третья Программа КПСС и другие.

Концепция заключалась в том, что, хотя между странами капиталистического и социалистического лагеря существуют антагонистские классовые противоречия, эти противоречия не всегда должны решаться военной силой. Этот вывод был в значительной мере связан с осознанием опасности возможности начала ядерной войны. В своей практической части данная теория толковалась как мирное сосуществование между СССР и странами Варшавского договора с одной стороны и США и странами НАТО с другой стороны. Идеология мирного сосуществования во многом вступала в противоречие с теорией марксизма-ленинизма и принципом антагонизма двух систем, настаивающей на необратимости мировых революционных процессов. Поэтому мирное существование интерпретировалось как форма классовой борьбы.
Советское государство всемерно развивало и поддерживало пацифистские и антивоенные движения в странах Запада, солидарные с советской концепцией мирного сосуществования. Одним из основных проводников теории мирного сосуществования стал организованный в 1949 г. Всемирный Совет Мира.